# Фино Морнаско
Фѝно Морна̀ско (на италиански: Fino Mornasco; на ломбардски: Fin, Фин) е град и община в Северна Италия, провинция Комо, регион Ломбардия. Разположен е на 334 m надморска височина. Населението на общината е 9845 души (към 2017 г.).